# 蘇珊娜·斯帕索夫斯卡
蘇珊娜·斯帕索夫斯卡（1964年8月24日）是一位北馬其頓歌手，自1980年代以來一直在活跃于歌坛，被稱為“國家的眼泪”、“金喉”、“馬其頓夜鶯”。